# Legea presei din 1862

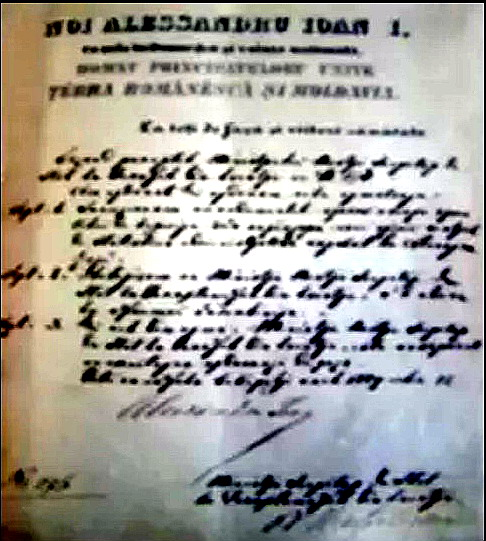
Legea presei, 1862

Legea presei din 1862 a fost, până în anul 1923, „singura lege care garantează drepturile scriitorilor și ale artiștilor români”. Ea a fost copiată în întregime după legea franceză din 1793, asupra proprietății literare.:p. 86 Legea era însoțită de un regulament de aplicare, ce detalia chestiunile administrative impuse de aplicarea ei.

## Perioada de aplicare
Legea a fost adoptată la 1 aprilie 1862 și a rămas în vigoare până la 1 iunie 1866, la adoptarea Constituției din 1866. După acest moment și până în 1923, valabilitatea ei a constituit subiectul unei dispute pe termen lung a două curente de gândire juridică. Primul considera că legea a fost abrogată de drept, căzând sub sancțiunea articolului 130 din noua constituție, care prevedea că „Din diua punerei în vigore a Constituțiunei de facia sunt abrogate tote disposițiunile de legi, decrete și reglemente și alte acte contrarii cu cele asedete de ea.” Al doilea curent, admitea că legea în ansamblu era neconstituțională, dar partea ei referitoare la proprietatea literară rămânea în vigoare, aducând ca argument prevederile articolului 19 din aceeași constituție care prevedea că „Proprietatea de ori-ce natură, precum și tote creanțele asupra Statului, sunt sacre și neviolabile.”. Funcție de propria interpretare, instanțele au ținut cont sau nu de prevederile sale, perpetuând o stare de incertitudine și confuzie în rândul juriștilor:
„Art. 19 din Constituțiune declară sacră și inviolabilă proprietatea de orice natură, fără să stabilească nici o restricțiune la acest principiu. De aci rezultă că partea relativă la proprietatea literară, din legea de presă, este astăzi în vigoare. Așa fiind, este de mirat cum unele din instanțele noastre judecătoare, au ignorat existența unor asemenea dispozițiuni legislative în rezolvarea cauzelor de această natură.” 
______ Revista „Dreptul”, 1893
Problema a rămas nerezolvată printr-o soluție legislativă formală, problematica recunoașterii drepturilor autorilor rămânând la discreția instanțelor de judecată. „Singure tribunalele noastre au discutat mai adeseori această cestiune căutând să statueze natura dreptului autorilor în contestațiunile ce întâmplător li s-a prezentat”. Cazuistica fiind foarte redusă, nu s-a putut dezvolta nici o practică unitară, instanțele „privind diferit în diferite timpuri dreptul autorilor”.:p. 88

## Drepturile de autor
Art. 1. Autorii de tot felul de scrieri, compozitori de muzică, sau desenatorii, cari vor săpa sau litografia tablourile ori desenurile lor, în tot cursul vieții lor, se vor bucura ca de o proprietate a lor de dritul excluziv de a reproduce și a vinde operile lor în tot Principatul, sau de a trece către alții această proprietate a lor, fiindu-le acest drit recunoscut după legile în ființă.

 Art. 2. Moștenitorii acestora sau cesionarii cătră care au trecut dritul lor, se vor bucura de același drit, în termen de 10 ani, după moartea autorului sau compozitorului. 

Legea recunoștea, pentru prima dată în istoria României, existența unor drepturi din domeniul proprietății intelectuale. Fiind copiată după o lege franceză foarte veche, din 1793, ea a fost de la bun început cu mult în urma prevederilor legilor contemporane similare, din țările mai dezvoltate. Prin urmare atât drepturile acordate, cât și numărul beneficiarilor acestora erau foarte mult limitate.:p. 102
Totodată, în epocă se manifesta un puternic curent doctrinar juridic, al cărui reprezentant principal era juristul Constantin G. Dissescu, care nega posibilitatea existenței unui asemenea drept de proprietate:
„Nu poate fi vorba de un drept de proprietate decât acolo unde există cele două caractere esențiale și fundamentale: exclusivitate și perpetuitate. Da, sunt proprietarul unei idei, pe cât timp o țin secret în fundul conștiinței mele, dar din momentul ce am manifestat-o în afară, comunicând-o semenilor mei, ea a intrat în domeniul public, s-a adăugat la patrimoniul intelectual, tezaur comun tuturor. Din momentul ce ideea devine publică, cum mai poate fi vorba de proprietate personală, privată?”:p. 392
______ Constantin G. Dissescu, 1890
Principala limitare a legii provenea din preluarea unei legi străine, care reflecta o realitate de la sfârșitul secolului XVIII. Astfel, legea recunoștea explicit și limitativ doar trei categorii de autori de opere artistice care puteau beneficia de drepturi de „proprietate literară”: scriitorii, compozitorii, pictorii și desenatorii. Iar referitor la operele grafice limita dreptul autorilor asupra reproducerilor executate doar prin două mijloace tehnice, gravarea și litografierea, singurele cunoscute la acel moment dat.
Legea nu recunoștea drepturi de proprietate intelectuală autorilor din domenii artistice care se dezvoltaseră puternic sau începuseră să se dezvolte în secolul XIX, cum erau sculptorii, arhitecții sau fotografii. Deși juriști importanți în epocă, cum erau Constantin Hamangiu sau Constantin Mille încercau să dezvolte o concepție juridcă menită să justifice necesitatea ca și aceste categorii de autori și operele lor să intre sub protecția legii, acest lucru nu s-a putut concretiza într-un act normativ. Pentru eventuala recunoaștere a unor astfel de drepturi, singura soluție care le rămânea aceștora era să se adreseze - în mod expres și pentru fiecare caz în parte - instanțelor de judecată. Până la 1897, nu se înregistraseră astfel de cazuri. Incertitudinea și neclaritatea care plana asupra validității legii a făcut ca autorii să prefere să rezolve chestiunile pecuniare pentru drepturile cuvenite, apelând la mijloace ale dreptului comun, prin contracte civile sau comerciale.:passim Un astfel de caz a fost cel al contractului dintre pictorul Nicolae Grigorescu cu Primăria Capitalei, pentru realizarea tabloului Atacul de la Smârdan.
Pentru autorii care beneficiau de drepturi de proprietate literară, acestea erau limitate doar la drepturile de reproducere, comercializare și cesionare pe perioada vieții lor, plus încă 10 ani pentru moștenitori sau cesionari.

## Implicații în prezent
Din cauza vechimii sale, precum și datorită dezvoltării cadrului legislativ specific, prevederile legii presei din 1862 au devenit caduce, ele nemaiproducând efecte în prezent, fiind în mod oficial abrogate la 28 iunie 1923, prin articolul 63 al legii 126/1923 - „Legea proprietății literare și artistice”.
Situația juridică a operelor literar-artistice realizate în perioada 1862-1923 se poate rezuma astfel:
- operele literare, operele muzicale, picturile și desenele, precum și reproducerile lor realizate de autori decedați până la 27 iunie 1923 - opere aflate sub protecția legii la finalul aplicării sale - au intrat între timp în totalitate în domeniul public, prin intrarea succesivă în vigoare a unor noi acte normative[8]
- operele de arhitectură, sculptură, artă fotografică, artă cinematografică, artă monumentală, scenografie, tapiserie, ceramică, plastica sticlei și a metalului, hărțile și desenele din domeniul topografiei, geografiei și științei, operele coregrafice și pantomimele, operele audio-vizuale, aduse la cunoștința publicului până la data de 27 iunie 1923 - indiferent de data decesului autorului - sunt în domeniul public, cu excepția celor pentru care se poate dovedi existența unei hotărâri judecătorești definitive, care a dispus altfel.[1]:passim

## Note

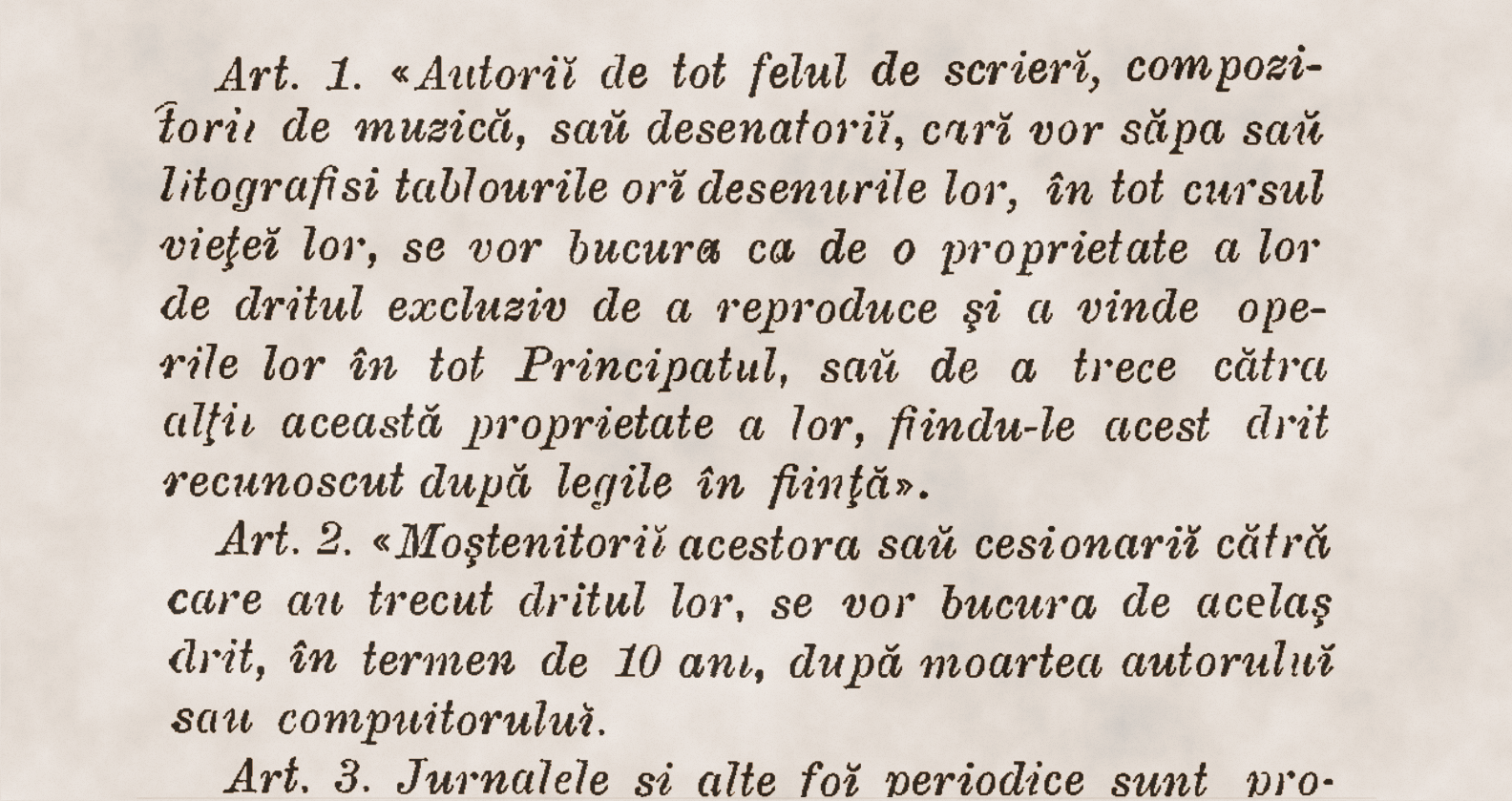
Extras din lege

## Legături externe
- Legea presei, din 1862

## Vezi și
- Drepturi de autor
- Legea presei din 1862 - textul complet la Wikisource
- Regulamentul legii presei din 1862 - textul complet la Wikisource